# 9-й дивізіон надводних кораблів (Україна)
9-й дивізіон надводних кораблів (9 ДННК, в/ч А0373) — постійне військове формування надводних кораблів військово-морських сил України. Сили дивізіону в Азовському морі будуть базуватися в портах Бердянська (Запорізька область) та Маріуполя (Донецька область).

## Історія
В 2018 році на Азовському морі у складі Військово-морських сил Збройних сил України сформували 9-й дивізіон надводних кораблів (9 ДННК). Пунктами базування нового дивізіону сталі порти Бердянська і Маріуполя.
До формування дивізіону наявні надводні сили на Азові діяли в складі тактичної групи Тритон, що була сформована з двох МБАК, пошуково-рятувального судна Донбас і морського буксира Корець. Також у тактичну групу повинні були увійти два МБАК «Бердянськ» і «Нікополь», а також рейдовий буксир «Яни Капу», які були захоплені Росією разом з екіпажами 25 листопада 2018 року і повернуті 20 листопада в недієздатному стані.
Протягом 2019-го року морський буксир «Корець» наодинці так із іншими плавзасобами ВМС ЗС України, і Морської охорони ДПСУ, неодноразово відпрацьовував різноманітні вправи та завдання в Азовському морі.
22 вересня 2020 року Мелітопольським шосе до порту Бердянська, автоколоною тягачів та важкої спецтехніки перекинуто ще два МБАКи (малі броньовані артилерійські катери проекту 58155) Військово-Морських Сил ЗС України. 
6 квітня 2022 року, в ході бойових дій по обороні міста Маріуполь, на «Донбасі» розпочалася пожежа, а згодом судно напівзатонуло біля стінки Маріупольського порту. Проте окупанти його підняли та використовували, як плавучий склад. 
23 лютого 2023 року, українські Сили оборони в тимчасово окупованому м. Маріуполі вразили декілька важливих цілей, в тому числі пошкодження були нанесені судну «Донбас», з носової частини якого піднімався дим.
У березні 2022 року МБАК «Кременчук», був захоплений російськими загарбниками в ході бойових дій під час обороні міста Маріуполь, а МБАКи «Аккерман» та «Вишгород» були захоплені в Бердянську. Пізніше, окупанти перемістили катери в порт Новоросійська. 
У березні 2022 року МБАК «Лубни» затопили у ході боїв у Маріуполі, а 16 травня окупаційні російські сили підняли його з дна, продемонстрували пошкодження. Бронекатер мав пробоїни у кількох місцях, на корпусі був один великий пролом, а один зі снарядів потрапив у рубку катера.
Також у березні 2022 року у Маріуполі був захоплений морський буксир «Корець», який окупанти пізніше перемістили до своєї ВМБ у Новоросійську.

## Структура
- Пошуково-рятувальне судно  «Донбас» (б/н A500)
- Морський буксир проекту 745 «Корець» (б/н A830)
- МБАК проекту 58155 «Аккерман» (б/н Р174)[5]
- МБАК проекту 58155 «Кременчук» (б/н Р177)
- МБАК проекту 58155 «Лубни» (б/н Р178)[2]
- МБАК проекту 58155 «Вишгород» (б/н Р179)[5]

## Командування
- капітан 2 рангу Носенко Максим Васильович (2019—дотепер)[11]

## Втрати
- 23 квітня 2022 — Собко Пантелеймон Юрійович «Лімка». 5 жовтня 1998, с. Качківка. Головний корабельний старшина МБАК “Кременчук”. Загинув при обороні Маріуполя [12]